# Chevrolet SSR

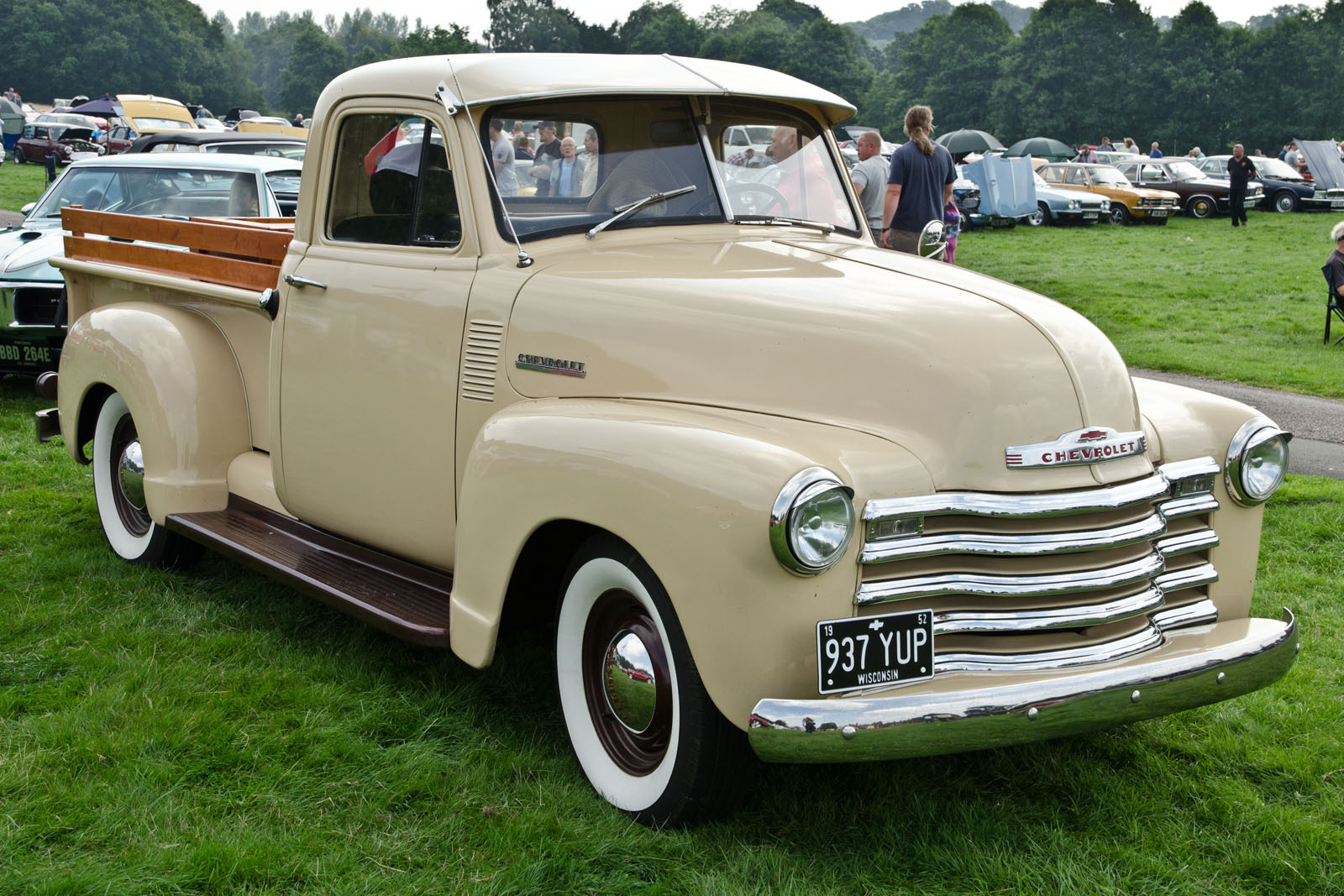
Chevrolet 3100 aus der Advanced-Design-Reihe, Modelljahr 1952

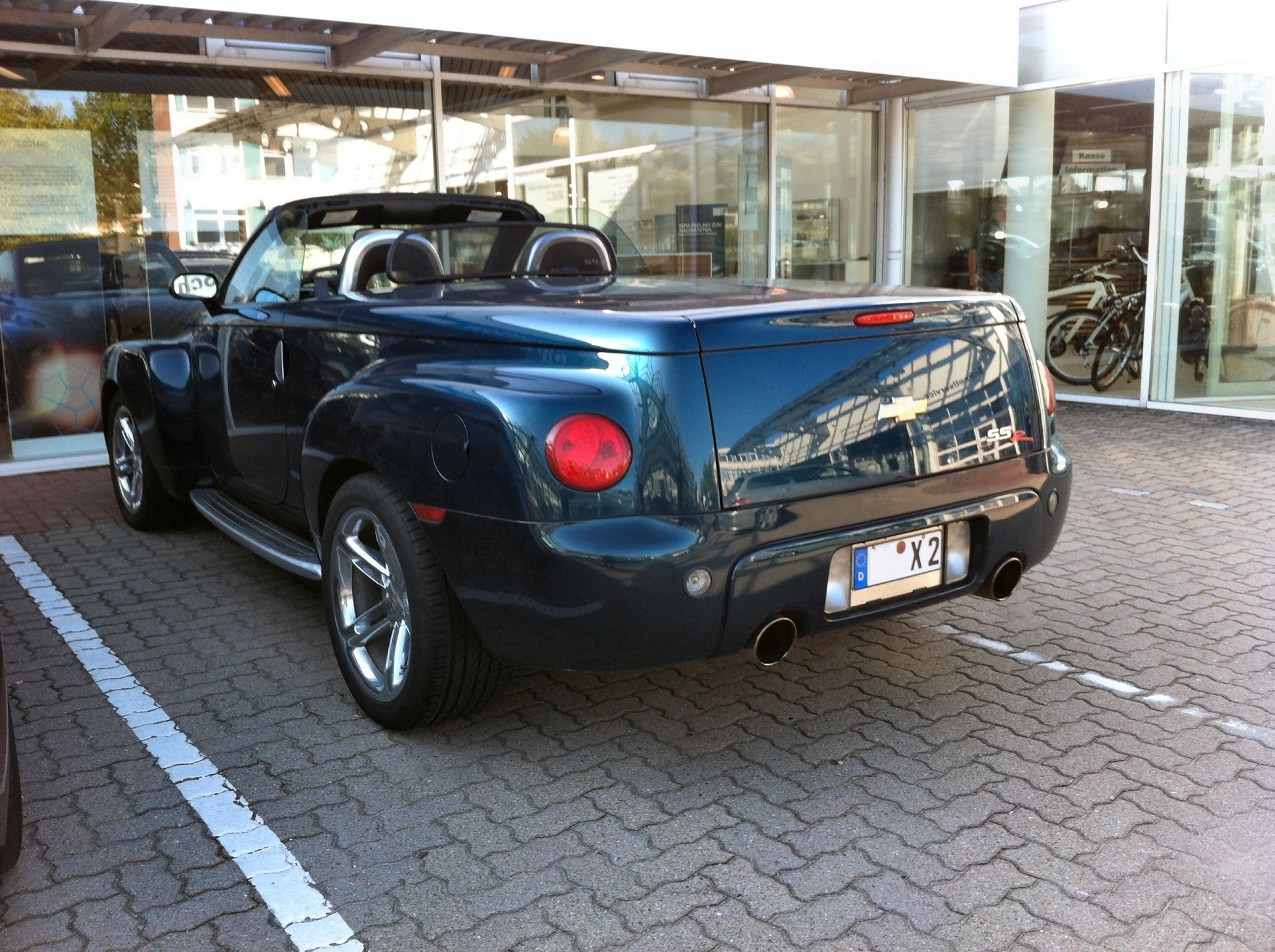
Heckansicht mit offenem Verdeck

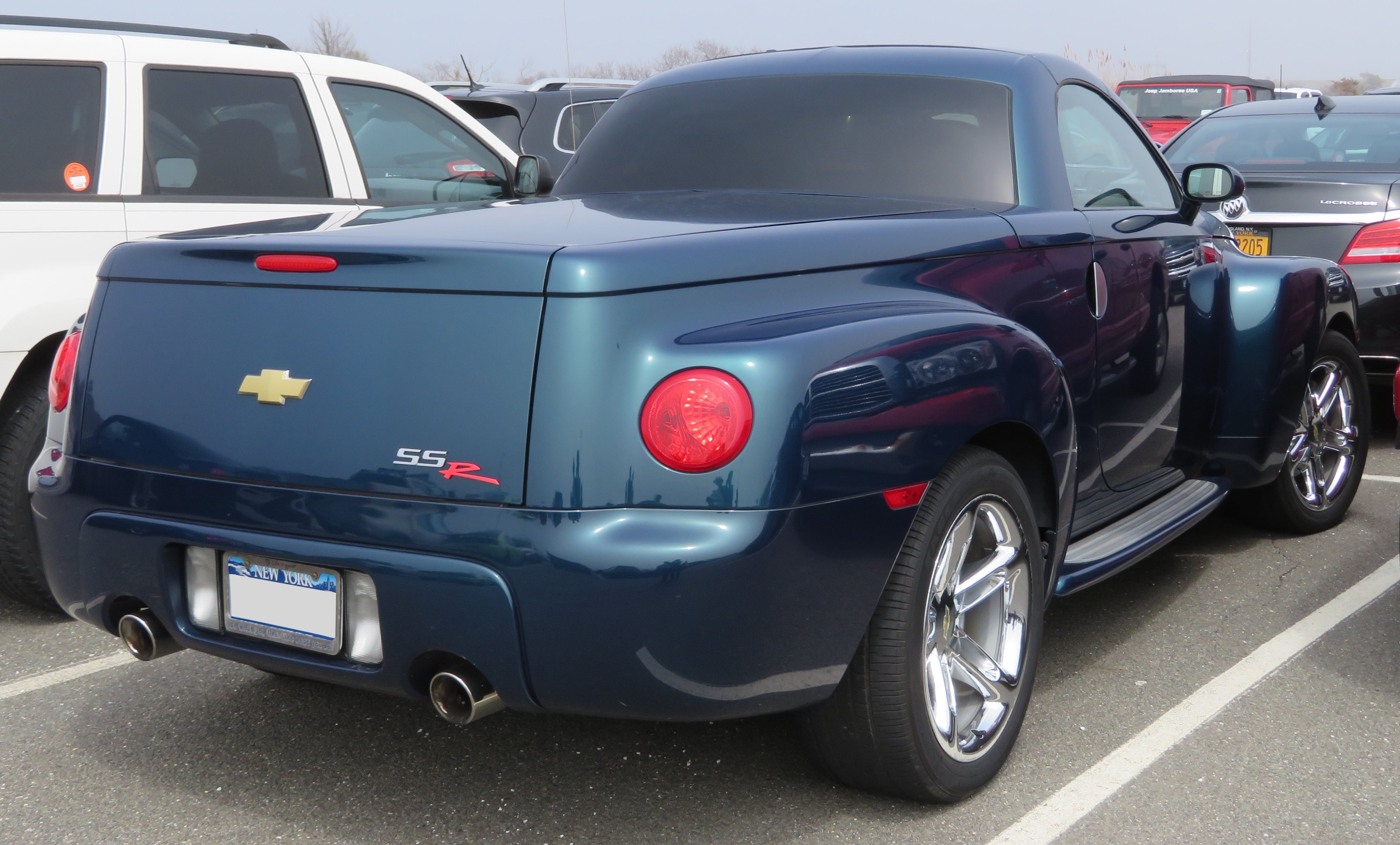
Heckansicht mit geschlossenem Verdeck

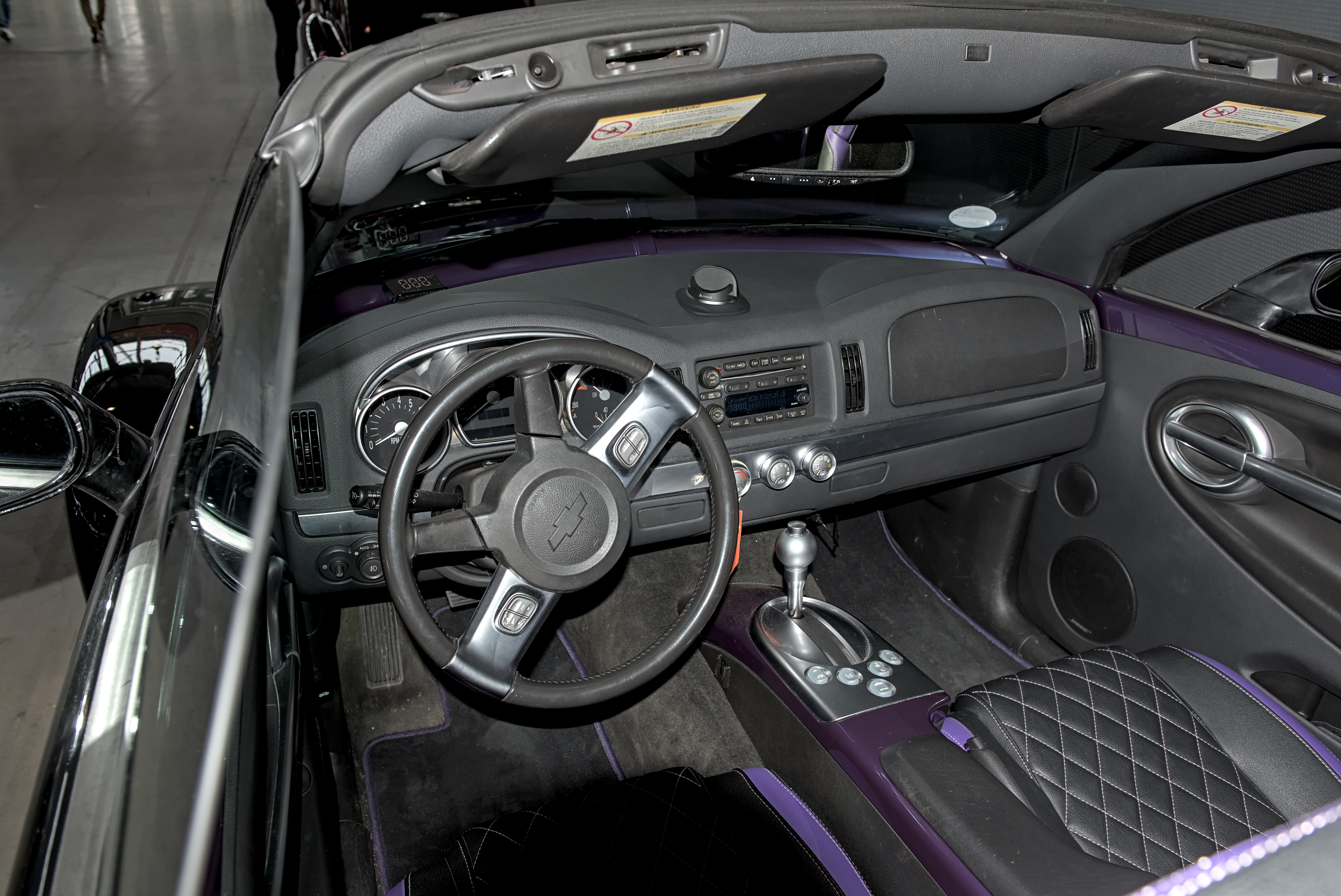
Innenansicht

Der Chevrolet SSR (Super Sport Roadster) ist ein von 2003 bis 2006 vom US-amerikanischen Autohersteller General Motors unter der Marke Chevrolet produziertes Pick-up-Cabriolet mit elektrisch versenkbarem Stahlklappdach.

## Modellgeschichte
Das Modell basiert auf dem Konzeptauto SuperSport Roadster, das erstmals im Jahr 2000 auf der Detroit Auto Show gezeigt wurde und auf einem modifizierten Chevrolet-S-10-Fahrgestell basiert. Im Herbst desselben Jahres wurde es auf der Woodward Dream Cruise präsentiert und vom damaligen GM-Vorstandsvorsitzenden Rick Wagoner gelenkt. Für die Marke Chevrolet sollte es als Fahrzeug wirken, das durch seine Präsenz, eine positive Auswirkung auf die Verkäufe der anderen Modelle haben sollte („halo vehicle“, „Traumauto“). Auf derselben Veranstaltung wurde 2001 erstmals ein seriennahes Fahrzeug vom GM-Vorstandsvorsitzenden gelenkt, der Chevrolet-Geschäftsführer Kurt Ritter war Beifahrer.
Während im Jahr 2001 noch von einem Produktionsstart der Serienproduktion im Lansing Craft Center im vierten Quartal 2002 ausgegangen wurde, verschob sich der Marktstart durch mehrere Verzögerungen bis in den Herbst 2003. Jedoch wurden zwischen Dezember 2002 bis Mai 2003 schon Fahrzeuge der Signature Series hergestellt. Die Fertigstellung des ersten auslieferungsfähigen Fahrzeugs erfolgte am 29. Juli 2003.
2004 blieb der SSR mit 9648 verkauften Exemplaren (knapp 42 000 US-$ pro Stück) hinter den ursprünglich erwarteten 13 000 zurück. Am 21. November 2005 kündigte General Motors die Schließung des Lansing Craft Center an, wo der SSR produziert wurde. Der letzte von insgesamt etwa 24 150 bis 24 180 produzierten SSR, ein schwarz-silberfarbenes Modell, wurde am 17. März 2006 hergestellt.

### Entwicklung
Im Jahr 1999 formte der Designvorstand bei GM, Wayne Cherry, erste Ideen für einen Pickup im Retrodesign (Heritage Design). Ed Welburn, der damals Leiter der Designabteilung für Fahrzeuge auf Leiterrahmen (Body-on-frame) war und der die Gestaltung des Fahrzeugs verantwortete, beschloss mit seinem Team, nachdem vier modernisierte Versionen alten Chevrolet-Designs in Erwägung gezogen wurden, das Aussehen des Chevrolet SSR an dem Chevrolet Advanced-Design-Reihe der Modelljahre 1947 bis 1952 zu orientieren.
Das Fahrzeug wurde von GM in Zusammenarbeit mit der ASC entwickelt. An der Entwicklung der Verdeckskonstruktion war auch Karmann beteiligt. 70 % der Entwicklungsarbeit und der Konstruktion wurden von ASC verantwortet. In der Endphase vor Markteinführung kam es zu Verzögerungen da GM eine hohe Qualität der Fahrzeuge gewährleisten wollte. Es stellten sich dabei laut einer Quelle aus der Industrie der Klappdachfaltmechnismus, bei dem die einzeln bewegbaren Paneele des Dachs hinter dem Fahrer und Beifahrer vertikal abgelegt werden und die ausgestellten Kotflügel aus Stahl mit besserer Qualität, die einen besonderen Pressprozess mit mehreren Durchgänge erforderten, als Herausforderungen für GM heraus. Autoweek berichtet davon, dass die Entwicklung des Dachsystems vier Monate dauerte und das Entwicklungsteam feststellte, dass der Elektromotor des Verdecks mit dem im Rückspiegel integrierten Kompass interferierte und deshalb entfiel.

### Signature Series
Die ersten 25 gebauten Serienfahrzeuge sind Teil der Signature Series. Für jedes der Fahrzeuge wurde dabei von den GM-Repräsentanten, die es 2003 bei öffentlichkeitswirksamen Veranstaltungen begleiteten, ein individuelles Scrapbook und eine individuell gestaltete metallene „Pedigree“-Box („Ahnen“-Box) angelegt in der alle das Fahrzeug betreffenden Memorabilia z. B. Fotos oder Erwähnungen in den Medien gesammelt wurden. Die Ausstattung unterscheidet sich gegenüber Fahrzeugen aus der Serienproduktion um eine nummerierte Chromplakette im Innenraum auf dem Steg zwischen den Sitzlehnen, auf denen sich Unterschriften von mindestens zwei Teammitgliedern von GM oder einem Zulieferer, die direkt mit dem Chevrolet-SSR-Projekt in Verbindung standen, befinden, einer Lackierung im blau-violetten Metallic-Farbton der von GM als „Ultra violet“ bezeichnet wurde, zusätzlichen SSR-Logos am Fahrzeug, zusätzlichen Chromleisten und zusätzlichen lackierten Teilen. Das Fahrzeug mit der Fahrgestellnummer 1 ging in die Fahrzeugsammlung von GM über und hat auf der Plakette im Innenraum Unterschriften von vier Personen. Im Jahr 2003 wurden 23 Signature-Series-Fahrzeuge im Auftrag von Chevrolet versteigert, 18 davon durch das Auktionshaus Kruse International. Das Fahrzeug mit der Fahrgestellnummer 2 wurde von GM an die SAE Foundation (Stiftung der Society of Automotive Engineers) gespendet, die es zugunsten des Fundraisings  für die „Heinz C. Prechter Scholarship for Automotive Excellence“ versteigerte und dabei einen Erlös von 137 850 US-Dollar erzielte.

## Technik

### Karosserie
Technische Basis ist die GMT370-Plattform, die auch beim Chevrolet TrailBlazer  der ersten Generation genutzt wurde. Mit der Variante mit langem Radstand, dem TrailBlazer EXT, hat der Rahmen die Weite, die Breite und die durch Hydroforming umgeformten Stahlrohre des Kastenrahmens gemeinsam. In den Modelljahren 2003 bis 2005 hat das Fahrzeug eine Außenlänge von 4862 mm, eine -breite von 1996 mm und eine Höhe von 1631 mm; im Modelljahr 2006 nahm die Fahrzeughöhe um 10 mm ab und die -länge um 2 mm zu. Der Radstand beträgt über alle Modelljahre hinweg 2946 mm. Bei einer Gewichtsverteilung von 52 % : 48 % (Vorderachse : Hinterachse) ist das Leergewicht 2159 kg. Das Fassungsvermögen des Kraftstofftanks ist ca. 95 l. Das Klappverdeck benötigt zum Öffnen durchschnittlich 18 s und zum Schließen 22 s, dabei sollte nach Empfehlung von GM der Motor des Fahrzeugs in Betrieb sein, da sonst die Batteriespannung zu weit sinken könnte.

### Antriebsstrang
Die Modelle von 2003 und 2004 hatten den von General Motors produzierten V8-Ottomotor mit der Bezeichnung Vortec 5300 und dem Motorcode LM4. Sein Hubraum von 5326 cm³  ergibt sich aus einer Zylinderbohrung von 96 mm und einem Kolbenhub von 92 mm. Der Motorblock ist aus Aluminium gefertigt. Der Motor leistet maximal 224 kW (305 hp); die Motorleistung wird über einen Vierstufen-Automatikgetriebe mit der Typenbezeichnung Hydramatic 4L60E und ein mit 3,73 : 1 übersetztes Achsgetriebe auf die Hinterachse übertragen, die mit einem Torsen-Differential versehen ist.
Das im Jahr 2005 erschienene Modell des SSR hatte einen V8-Ottomotor mit dem Motorcode LS2 mit der maximalen Leistung von 291 kW (390 hp) und einem Hubraum von 5967 cm³, der sich aus einer Zylinderbohrung von 101,6 mm und einem Kolbenhub von 92 mm ergibt. Dazu gab es erstmals das manuell zu schaltendenSechsgang-Schaltgetriebe vom Typ Tremec T56 M10 als zusätzlicher Option, die Automatikgetriebe wurde durch solche mit der Typbezeichnung Hydramatic 4L65E ersetzt.
Zum Modelljahr 2006 wurde die maximale Leistung auf 295 kW (395 hp) bei Fahrzeugen mit Automatik- und auf 298 kW (400 hp) bei Fahrzeugen mit Schaltgetriebe gesteigert.
Zur Abgasnachbehandlung hat das Fahrzeug einen Katalysator und eine Abgasrückführung.

### Fahrwerk
Das Fahrzeug hat Reifen in den Dimensionen 255/45 R19 vorne und 295/40 R20 hinten, die auf Rädern mit den Abmessungen 8″×19″ vorn und 10″×20″ hinten montiert sind. Es ist mit Scheibenbremsen an allen vier Rädern ausgerüstet. Die vorderen Bremsscheiben haben einen Durchmesser von 305 mm und eine Dicke von 29 mm; die hinteren sind innenbelüftet, der Durchmesser ist 329 mm und die Dicke 20 mm. Das Fahrwerk gleicht in weiten Teilen dem des Chevrolet TrailBlazer wurde jedoch an den SSR angepasst um ein anderes Fahrverhalten zu erreichen. Gegenüber dem TrailBlazer mit Standardradstand wuchs die Spurweite vorn auf 1628 mm und die Spurweite hinten auf 1648 mm. Die Vorderachse ist eine Doppelquerlenkerachse und die Hinterachse eine Starrachse  mit vier Längslenkern und einem Querlenker.

### Sicherheit
An Sicherheitsausstattung hat das Fahrzeug zweistufige Frontairbags, Seitenairbags, ein Antiblockiersystem und eine Fahrdynamikregelung.

## Pace-Car-Einsätze
Ein frühes Modell des SSR wurde als „Official Pace Vehicle“ (dt. Offizielles Pace-Fahrzeug) bzw. Safety Car für das Autorennen Indianapolis 500 im Jahr 2003 verwendet. GM baute zwischen drei und fünf Fahrzeuge zum Pace-Car auf, wobei eines aus der Signature Series stammte und die Fahrzeugidentifikationsnummer 4 hat, die anderen zwei bis vier sind Replikas. Nachdem das ursprünglich vorgesehene Replikafahrzeug mit der Nummer 2 nicht einsatzbereit war am Renntag wurde das Fahrzeug aus der Signature Series auf die Strecke geschickt. In den darauffolgenden Jahren wurde Chevrolet SSR bei weiteren Rennveranstaltungen als Pace-Car eingesetzt.

## Sonstiges
In Spring im US-Bundesstaat Texas, einem Vorort von Houston, gab es einen Fahrzeughändler, der bis 2015 ein Volumen von 447 Chevrolet SSR an- und verkaufte, davon 402 verschiedene, was damit rund 2 % der gesamten Produktionsmenge entspricht.

## Motorisierungen
| Motor | Motorart  | Motorbauart | Motorcode | Hubraum  | max. Leistung                  | max. Drehmoment       | Getriebe, Serie            | Getriebe, Option      | Bauzeit   | Quelle        |
| ----- | --------- | ----------- | --------- | -------- | ------------------------------ | --------------------- | -------------------------- | --------------------- | --------- | ------------- |
| 5.3   | Ottomotor | V8          | LM4       | 5327 cm³ | 224 kW (305 hp) bei 5200 min−1 | 449 Nm bei 4000 min−1 | 4-Stufen-Automatikgetriebe | –                     | 2003–2004 | [ 23 ] [ 30 ] |
| 6.0   | Ottomotor | V8          | LS2       | 5967 cm³ | 291 kW (390 hp) bei 5400 min−1 | 549 Nm bei 4400 min−1 | 4-Stufen-Automatikgetriebe | 6-Gang-Schaltgetriebe | 2004–2005 | [ 25 ] [ 31 ] |
| 6.0   | Ottomotor | V8          | LS2       | 5967 cm³ | 295 kW (395 hp) bei 5700 min−1 | 542 Nm bei 4000 min−1 | 4-Stufen-Automatikgetriebe | –                     | 2005–2006 | [ 21 ]        |
| 6.0   | Ottomotor | V8          | LS2       | 5967 cm³ | 298 kW (400 hp) bei 6000 min−1 | 542 Nm bei 4000 min−1 | –                          | 6-Gang-Schaltgetriebe | 2005–2006 | [ 21 ]        |